# Pato (Népal)
Pour les articles homonymes, voir Pato.
Pato (en népalais : पातो) est un comité de développement villageois du Népal situé dans le district de Saptari. Au recensement de 2011, il comptait 5 394 habitants.